# Катминовцы
Катми́новцы (бел. Катмінаўцы) — деревня в Барановичском районе Брестской области Беларуси. Входит в состав Молчадского сельсовета. Население — 38 человек (2019).
К востоку от деревни находится молочно-товарная ферма «Катьминовцы».

## История
В 1897 году в Городищенской волости Новогрудского уезда Минской губернии. На карте 1910 года указана под названием Кацминовцы. С 1921 года в гмине Городище Барановичского повета Новогрудского воеводства межвоенной Польши.
С 1939 года в составе БССР. С 15 января 1940 года в Городищенском районе Барановичской, с 8 января 1954 года Брестской областей, с 25 декабря 1962 года в Барановичском районе.
С конца июня 1941 по июль 1944 года была оккупирована немецко-фашистскими захватчиками. На фронтах войны погибло 10 односельчан.

## Население
| Численность населения (по переписи) | Численность населения (по переписи) | Численность населения (по переписи) | Численность населения (по переписи) | Численность населения (по переписи) | Численность населения (по переписи) | Численность населения (по переписи) |
| 1897                                | 1909                                | 1921                                | 1959                                | 1999                                | 2009                                | 2019                                |
| ----------------------------------- | ----------------------------------- | ----------------------------------- | ----------------------------------- | ----------------------------------- | ----------------------------------- | ----------------------------------- |
| 345                                 | ↗396                                | ↘189                                | ↗309                                | ↘126                                | ↘106                                | ↘38                                 |